# Rasovo
Rasovo (cyr. Расово) – miasto w Czarnogórze, w gminie Bijelo Polje. W 2011 roku liczyło 593 mieszkańców.